# Hassan Id Belkassm
Hassan Id Belkassm est un écrivain marocain chleuh, poète, avocat au barreau de Rabat, militant des droits de l'homme et défenseur du peuple amazigh (berbère).

## Biographie
Il est né en 1950 à Tiskatine, un petit village au fin fond d'Ihahan, cette région montagneuse coincée entre Mogador (Essaouira) et Agadir. Diplômé de droit et avocat accrédité auprès de la haute cour de Rabat depuis 1982, il a été de tous les combats pour l'amazighité et les droits de l'homme au Maroc. Et ce depuis les débuts des années 1970.  
Hassan Id Belkassm est le fondateur avec Ahmed Adghirni de l'organisation amazighe, Tamaynut en 1978. À une époque (règne de Hassan II) où peu  de gens peuvent se dire amazigh et à plus forte raison le revendiquer. Il a présidé Tamaynut pendant plusieurs années. 
Il est l'un des rares avocats à défendre Ali Azaykou lors du fameux procès de 1982. À titre de rappel, cet intellectuel amazigh fut accusé d'avoir affirmé dans l'un de ses articles que le Maroc est un pays majoritairement amazigh. 
En raison de ses multiples  engagements, Id Belkassm a subi des pressions de toutes sortes. Il a été emprisonné en 1974 à cause de ses activités au sein de l'Union nationale des étudiants marocains (UNEM). Il l'a été également en 1982 parce qu’il avait écrit en tifinagh, l'alpbabet ancestral du peuple amazigh. En 1985, il a failli être tué lorsqu'on lui a tiré dessus, son fils encore bébé dans les bras, alors qu'il était à la fenêtre de sa maison. Il a été empêché, en violation de tous les droits individuels et civils, d'avoir son passeport entre 1978 et 1990 par Driss Basri.
Hassan Id Belkassm a été aussi l'un des premiers à internationaliser la question amazighe. Et le premier à parler le tamazight au sein de l'ONU. En sa qualité de président du comité de la coordination de peuples autochtones d'Afrique. Un organisme où il est toujours actif. Hassan Id Belkassm a été également parmi les fondateurs du Congrès mondial amazigh (CMA) dont il a été vice-président. Il était aussi parmi les initiateurs de la célèbre et fameuse Charte d'Agadir en 1991 par laquelle les Amazighs ont fait connaître, pour la première dans l'histoire du Maroc post-indépendance, l'essentiel de leurs doléances et leurs revendications culturelles et identitaires.